# جباله (استان تلمسان)
جباله (به عربی: جبالة) یک شهرداری در الجزایر است که در استان تلمسان واقع شده‌است.